# Owatonna
Owatonna (en anglais [ˌoʊwəˈtɒnə]) est une ville du Minnesota, aux États-Unis. Elle est le siège du comté de Steele. Lors du recensement de 2010, sa population était estimée à 25 599 habitants.

## Architecture
La National Farmer's Bank, immeuble classé monument historique depuis le 7 janvier 1976, se trouve à Owatonna.

## Personnalités liées à la ville
- L’acteur Joel D. Wynkoop est né le 24 août 1960 à Owatonna.
- Le musicien Adam Young, fondateur du projet musical Owl City, est originaire d'Owatonna.

## Source
- (en) Cet article est partiellement ou en totalité issu de l’article de Wikipédia en anglais intitulé « Owatonna, Minnesota » (voir la liste des auteurs).